# Elaeagnus tubiflora
Elaeagnus tubiflora är en havtornsväxtart som beskrevs av C. Yung Chang. Elaeagnus tubiflora ingår i släktet silverbuskar, och familjen havtornsväxter. Inga underarter finns listade i Catalogue of Life.